# Wálter Pérez
Walter Gabriel Pérez (Argentina, 23 de octubre de 1998) es un exfutbolista argentino. Jugaba de lateral izquierdo y se encontraba en el Club Atlético Huracán cuando, en noviembre de 2022, se vio obligado a abandonar la actividad al ser condenado a once años de prisión por ser culpable de una violación.

## Trayectoria
Pérez formó parte del Barcelona Juniors Luján hasta que, en 2012, ingresó a las divisiones inferiores de Huracán. Fue promovido al primer equipo en 2018, haciendo su debut el 12 de agosto de ese año ante River Plate, en un partido que terminó empatado y sin goles.

## Estadísticas
Actualizado al último partido disputado el 23 de octubre de 2022
| Club              | Div.          | Temporada     | Liga  | Liga  | Copas nacionales | Copas nacionales | Copas internacionales | Copas internacionales | Total | Total |
| Club              | Div.          | Temporada     | Part. | Goles | Part.            | Goles            | Part.                 | Goles                 | Part. | Goles |
| ----------------- | ------------- | ------------- | ----- | ----- | ---------------- | ---------------- | --------------------- | --------------------- | ----- | ----- |
| Huracán Argentina | 1.ª           | 2018-19       | 22    | 0     | 0                | 0                | —                     | —                     | 22    | 0     |
| Huracán Argentina | 1.ª           | 2019-20       | 9     | 0     | 4                | 0                | 4                     | 0                     | 17    | 0     |
| Huracán Argentina | 1.ª           | 2020-21       | 2     | 0     | 1                | 0                | —                     | —                     | 3     | 0     |
| Huracán Argentina | 1.ª           | 2021          | 9     | 1     | 0                | 0                | —                     | —                     | 9     | 1     |
| Huracán Argentina | 1.ª           | 2022          | 23    | 1     | 0                | 0                | —                     | —                     | 23    | 1     |
| Huracán Argentina | Total club    | Total club    | 65    | 2     | 5                | 0                | 4                     | 0                     | 74    | 2     |
| Total carrera     | Total carrera | Total carrera | 65    | 2     | 5                | 0                | 4                     | 0                     | 74    | 2     |

## Caso de abuso sexual
En diciembre de 2019, Pérez fue arrestado con otros nueve hombres por un caso de violación grupal. El delito tuvo lugar en una casa alquilada de Villa Carlos Paz, donde el grupo, entre los que se encontraba su compañero de equipo Federico Marín (que luego fue desprocesado), fueron arrestados y encarcelados por abuso sexual doblemente agravado a una mujer de 18 años. Luego de ocho meses en prisión, Pérez fue liberado en septiembre de 2020.
Finalmente, el 26 de noviembre de 2022, fue sentenciado a once años de prisión, al ser hallado el principal culpable de la violación.